# Coupe de France de cyclisme sur route 2001
La coupe de France de cyclisme sur route 2001 est la 10e édition de la coupe de France de cyclisme sur route.
La victoire finale revient au Français Laurent Brochard de l'équipe française Jean Delatour. 
Le Grand Prix de Fourmies quitte la Coupe de France ce qui porte donc le nombre d'épreuves à 15 contre 16 l'année précédente.

## Résultats
La liste des courses composant la compétition et le podium de chacune d'entre elles sont les suivants :
| 24 fév.  | Tour du Haut-Var                 | Daniele Nardello  | Nicolaj Bo Larsen | Davide Rebellin     |
| 25 fév.  | Classic Haribo                   | Hans De Clercq    | Eddy Seigneur     | Paul Van Hyfte      |
| 25 mars  | Cholet-Pays de la Loire          | Florent Brard     | Laurent Brochard  | Niko Eeckhout       |
| 6 avr.   | Route Adélie de Vitré            | Jaan Kirsipuu     | Stéphane Heulot   | Laurent Brochard    |
| 8 avr.   | Grand Prix de la ville de Rennes | Davide Casarotto  | Scott Sunderland  | Davide Bramati      |
| 17 avr.  | Paris-Camembert                  | Laurent Brochard  | David Millar      | Scott Sunderland    |
| 26 avr.  | Grand Prix de Denain             | Jaan Kirsipuu     | Davide Casarotto  | Frédéric Guesdon    |
| 29 avr.  | Tour de Vendée                   | Didier Rous       | Benoît Salmon     | Patrice Halgand     |
| 6 mai    | Trophée des grimpeurs            | Didier Rous       | Laurent Brochard  | David Moncoutié     |
| 2 juin   | À travers le Morbihan            | Gilles Maignan    | Stuart O'Grady    | Rubén Díaz de Cerio |
| 4 juin   | Grand Prix de Villers-Cotterêts  | Laurent Brochard  | Stuart O'Grady    | Pascal Chanteur     |
| 9 juin   | Classique des Alpes              | Iban Mayo         | Lance Armstrong   | Pavel Tonkov        |
| 27 août  | Boucles de l'Aulne               | Patrice Halgand   | Marcus Ljungqvist | Stéphane Heulot     |
| 23 sept. | Grand Prix d'Isbergues           | Peter Van Petegem | Chris Peers       | Nico Mattan         |
| 4 oct.   | Paris–Bourges                    | Florent Brard     | Nico Mattan       | Scott Sunderland    |

## Classements

### Individuel
Le podium du classement général final est le suivant :
| Classement par points | Classement par points | Classement par points | Classement par points | Classement par points |
| Coureur               | Coureur               | Pays                  | Équipe                | Points                |
| --------------------- | --------------------- | --------------------- | --------------------- | --------------------- |
| 1er                   | Laurent Brochard      | France                | Jean Delatour         | 239 pts               |
| 2e                    | Florent Brard         | France                | Festina               | 147 pts               |
| 3e                    | Jaan Kirsipuu         | Estonie               | AG2R Prévoyance       | 126 pts               |
| 4e                    | Patrice Halgand       | France                | Jean Delatour         | 116 pts               |
| 5e                    | Stéphane Heulot       | France                | BigMat-Auber 93       | 114 pts               |
| 6e                    | Didier Rous           | France                | Bonjour               | 112 pts               |
| 7e                    | Stuart O'Grady        | Australie             | Crédit Agricole       | 70 pts                |
| 8e                    | Benoît Salmon         | France                | AG2R Prévoyance       | 65 pts                |
| 9e                    | Christophe Agnolutto  | France                | AG2R Prévoyance       | 56 pts                |
| 9e                    | Franck Bouyer         | France                | Bonjour               | 56 pts                |

### Par équipe
L'équipe française Jean Delatour remporte le classement aux points de la meilleure équipe.